# Hololive OFFICIAL CARD GAME
『hololive OFFICIAL CARD GAME』（ホロライブ オフィシャル カード ゲーム）は、女性バーチャルYouTuberグループ・ホロライブを題材としたトレーディングカードゲーム。略称は「ホロカ」。開発元はカバー株式会社、発売元は株式会社ブシロード。
本ゲームは、プレイヤーが「推しホロメン」をプロデュースしながら、ステージ上のホロメンに「エール」を送り、パフォーマンスを盛り上げていく形式の対戦型カードゲームである。また、推し活（ホロ活）をゲームとして体験できる点が特徴である。

## 用語

### プレイシートなど
プレイヤー同士で対戦するマットをプレイシートといい、その上に使用するカードを置いて対戦を行う。プレイシートは9つの部分に分かれており、それぞれの位置と役割が決まっている。
山札
プレイシートの右側中列に位置する場所。用意したデッキをシャッフルし、裏面を上にして積んだカードの山を置く。基本的に、山札の上からカードを1枚引いて手札に加える。お互いの山札のカードについて、指示もなく内容を見たり順番を並び替えたりしてはならないが、お互いの山札の枚数はいつでも確認できる。カードの効果で、指定された種類の山札のカードを手札に加える場合、そのカードを相手プレイヤーに確認させなければならない（好きなカードを手札に加える場合は相手プレイヤーに確認させない）。山札のカードの表を見たり、手札やアーカイブなどのカードを山札に戻したときは、通常はそのたびにシャッフルする。
エールデッキ
プレイシートの左側後列（ライフの後ろ）に位置する場所。ステージにいるホロメンに付けて、アーツやバトンタッチに必要なパワーを送る。
ホロパワー
プレイシートの右側前列に位置する場所。「推しスキル」や「SP推しスキル」などのコストに使用する。
ステージ
プレイシートの中央に位置する場所。ポジションは4種類存在し、プレイヤー側から見て右側が推しポジション、真ん中がセンターポジション、左側がコラボポジション、下側がバックポジションとなっている。推しポジションはステージに含まない。
ライフ
プレイシートの左側前列に位置する場所。自分のホロメンが何体「ダウン」したかを示すために、カードを裏にして置く。ゲーム開始時に「推しホロメンカード」に書かれた指定の数だけエールデッキから引いて、ライフに置く。自分のホロメンが「ダウン」した時、自分はライフからカードを1枚取って手札に加える。ライフを取るまで、裏になっているライフの表を見てはならない。ライフはどの順番で取ってもよい。先に相手のライフを0にしたプレイヤーの勝利となる。
アーカイブ
プレイシートの右側後列（山札の後ろ）に位置する場所。「ダウン」したホロメン、そのホロメンに付いていたカード、使用済みのカードを置く。アーカイブに置くカードは全て表にし、お互いのプレイヤーは自分や相手のアーカイブのカードを自由に見られる。アーツなどの効果で、アーカイブのカードを山札や手札に戻すこともあるが、その場合は戻すカードを相手プレイヤーに見せなければならない。
手札
山札やライフから引いたカード。相手プレイヤーに表を見られないように手に持っておく。ただし、手札自体を隠してはならない。サポートカードを使ったり、Bloomホロメンを自分の場のDebutホロメンに重ねて開花させたり、バックポジションのホロメンを出したりできる。お互いのプレイヤーは、いつでも相手の手札の枚数の確認ができるが、相手の手札の内容の確認はできない。手札に枚数制限はない。プレイヤーが指示もなく手札をアーカイブすることはできない。

### 対戦用具
対戦時にプレイヤーが使用する用具。デッキも対戦用具の一つである。標準的なルールでは、50枚のカードで構成させる「スタンダードデッキ」を用いる。必ず「推しホロメン」を1枚入れ、同名のカードは4枚までという制限を満たしたデッキのみ、対戦に使用できる。
以下に挙げる用具は、必ずしも公式のもの（単体で、またはセット商品の付属品として市販されている）を用いる必要はなく、対戦する両者が同意すれば代用品を用いても良く、必ずしも使用しなくてよい用具もある。
プレイマット
カードを置く位置を明確にするため、またカードが対戦卓に直接触れることによる傷や汚れを防ぐため、対戦卓にプレイマットを敷いて、その上で対戦することが多い。公式のプレイマットには、前述したプレイシートの配置と役割が図示されており、プレイヤーは原則として図示された通りにカードを置く。公式グッズとしては、紙製のものがスターターなどのセット商品に同梱されている。対面2人分のプレイグラウンドが描かれたフルサイズのものと、1人用の「ハーフプレイマット」がある。素材として、引っ張りや摩耗に強い特殊紙を使用した「丈夫なプレイマット」や、裏面がラバー加工され卓上で滑りにくくなった「ラバープレイマット」も発売されている。
ホロカスリーブ
カードに被せることでカードを傷や汚れから保護するカードスリーブ。公式グッズとしては、裏面にホロメンやブランドロゴがデザインされており、55枚のセットで発売されている。同じデッキのすべてのカードで用いるスリーブは、何重かを含めて統一しなければならない。公式でないスリーブを用いたり、スリーブを用いずに大会に参加したりすることも可能である。カードやスリーブの裏面に傷や汚れがあるなど、表面を見ずにカードの判別ができる状態とみなされるものは俗に「マークド」と呼ばれ、これらの対戦での使用は不正行為となる。
ダメカン
ホロメンが受けているダメージの量を表すのに用いるチップ状のカウンター（マーカー）であり、ホロメンのカードに載せて用いる。公式グッズとしては、板紙製（一部の低価格商品に付属しているものは薄い紙製）のものがスターターなどのセット商品同梱されている他、立体的で半透明のアクリル樹脂製のものが発売されている。ダメカンは10ダメージ分を表す緑、50ダメージ分を表す黄色、100ダメージ分を表す青の3種類がある。
SP推しスキルマーカー
SP推しスキルを発動するためのマーカー。プレイシートの上に表向きにして置き、SP推しスキルを発動した後はマーカーを裏返しにする。
サイコロ
アーツのダメージやサポートカードの効果の成否などをランダムに決定するために行う、サイコロトスに用いる。スターターなどのセット商品には同梱されておらず、単体での販売となっている。基本的には、水色と黒の2種類が存在する。
サイコロを振る
サイコロを下に落とし、ランダムに判定する。この方式に従わなかった、または失敗した場合にはやり直す。「サイコロを1回振れる」などと指示された際に行う。

### 対戦中の現象
自分の番、相手の番
自分または相手プレイヤーのいわゆるターン。
Bloom
Bloomは、場のホロメンカードに対し、手札のBloomホロメンのカード（Bloomカード）を、それに書かれた説明文に従い重ねて行う。場のホロメンのBloom前のカードは、お互いのプレイヤーがいつでも確認できる。原則として「Debut」から「1st」、「1st」から「2nd」と段階的に行う。Bloomすると、多くの場合はHPが増加し、使えるアーツや推しスキルなどの能力も強いものになる。一方、Bloom前のカードに書かれたアーツは使えなくなり、持っていた推しスキルなどの能力もなくなる。この時に発揮する能力をブルームエフェクトという。
コラボ
ターンに1回、デッキの上から1枚を裏向きのまま「ホロパワー」に置き、休んでいないバックホロメン1体を「コラボポジション」に移動させる。この時に発揮する能力をコラボエフェクトという。
ギフト
対戦中、常にまたは決まったタイミングに発揮できる能力。
エクストラ
特定のホロメンカードにでしか発動できない。そのカードに関する特別なルールが書かれている。

### その他の現象
ダウン
ホロメンの受けているダメージが最大HP以上になった時、そのホロメンはダウンする。自分のホロメンがダウンした場合、次の手順で処理を行う。
1. そのホロメンがダウンした時に働く、または使える効果があれば、それを処理する。
2. 自分は、そのホロメンカードと、そのBloom前のホロメンカードや、その他についている全てのカードをアーカイブする。
3. 自分は、ライフを1枚選んで取り、手札に加える。
4. ダウンしたホロメンがバック以外にある場合、自分のバックポジションを前に出して新たなステージホロメンとする。

お互いのステージホロメンが同じタイミングで気絶した場合、先にバックホロメンをステージに出すのは、次に番を行うプレイヤーである。
カードの効果により、場のホロメンのカードを直接アーカイブする場合があるが、ダウンによる場合以外では、アーカイブしてもライフは減らない。
バトンタッチ
センターホロメンをバックステージへ移動させ、バックホロメンをセンターホロメンにする行為。

### カードの内容
カードに記されている文章やマークなどの情報について紹介する。

#### 対戦に関係する情報
対戦に用いられる情報を挙げる。以下の情報の多くはホロメンのカードに特有であり、サポートのカードやエールのカードに記される情報はずっと少ない。
カード名
カードの名前。カードが同名であるか別名であるかの判別に用いられる。
HP
ホロメンごとに設定された体力。受けているダメージの合計がHP以上となったホロメンはダウンする。必ず10の倍数となっている。強力なホロメンほどHPが大きい傾向にある。
色
ホロメンやエールに設定されており、白、緑、赤、青、紫、黄色、無色の7色がある。また、多色も存在する。
アーツ
ホロメンが持つ技。ほとんどのホロメンは、1つか2つほど持つ。ダメージまたは効果、あるいはその両方が設定されている。使うために必要なエールの種類と数が設定されており、その条件を満たさないと使えない。
アーツダメージ
アーツの名称に記載されている数値で、相手のホロメンに与えるダメージ。
特殊ダメージ
アーツダメージとは異なり、アーツに書かれた能力やサポートカードなどによって与えるダメージ。

推しスキル・SP推しスキル
コラボでためたホロパワーを指定された数だけアーカイブすることで発動する。ただし、強力なSP推しスキルはゲーム中に一度しか使えない。

## ルール
出典：

### ゲームの準備
対戦は2名のプレイヤーによって1対1で行われる。各プレイヤーは50枚の各カードで組まれた「デッキ」と、20枚のエールカードで組まれた「エールデッキ」を用意する。2つのデッキをよくシャッフルした後、デッキを「山札」に、エールデッキを「エールデッキ」に置き、デッキを上から7枚引いて初期手札にし、エールデッキから推しホロメンカードに書かれている数字の数だけ上から引いて裏向きに置き、自分のライフにする。初期手札は一度だけ引き直すか、引き直さないかを選べる。手札にDebutホロメンが1枚も無い場合は、必ず引き直す。先攻のプレイヤーから、手札からDebutホロメンを1枚選び、センターポジションに裏向きで置く。手札にDebutホロメンかSpotホロメンがある場合、それをバックポジションに裏向きの状態で置く。

### ターンの流れ
リセットフェイズ
寝ている状態となっている自身のホロメンカードをすべて起こす。
ドローフェイズ
山札の上からカードを1枚引いて手札に加える。先攻1ターン目は行わない。
エールフェイズ
エールデッキの上から1枚を表向きにし、ステージにいる自分のホロメンに付ける。
メインフェイズ
以下の行動を好きな順番で好きな回数行う。
- ホロメンを出す
- ホロメンをBloomさせる
- サポートカードを使用する
- 推しホロメンの能力を使用する
- ホロメンをコラボさせる
- バトンタッチする

パフォーマンスフェイズ
センター・コラボ両ポジションにいるホロメンのアーツを1回使用する。先攻1ターン目はアーツが使えない。
エンドフェイズ
「ターンエンド」と宣告し、相手のターンに移行する。

### 勝利条件
- 相手のライフを0にする。
- 相手の山札が0枚の状態で、相手のドローフェイズに相手が山札からカードを引けない。
- 相手のステージ上に、推しホロメン以外のホロメンが1枚も無い。

## カードの種類
カードは、以下の4種類に大別される。
推しホロメンカード
本ゲームの本体となるカード。デッキには含まれず、最初からプレイシートの上に配置される。推しホロメンによって異なる「推しスキル」と、対戦中に一度だけ使用できる「SP推しスキル」をそれぞれ持っており、状況に応じて発動することで、逆転のチャンスを作り出せる。
ホロメンカード
アーツを使って戦うカード。パフォーマンスは専ら、これらのカードによって行われる。現行のスタンダードレギュレーションにおいては、いわゆる通常のホロメンとして、以下のカードが存在する。
Debutホロメン
手札からステージに直接出せるカード。必ずデッキに1枚以上入れなければならない。
Bloomホロメン
手札から場に出ているホロメンに重ね、開花させるカード。Debutホロメンに重ねる1stホロメンのカード、1stホロメンに重ねる2ndホロメンのカードが存在し、この2つを合わせてBloomカードという。
Spotホロメン
Debutホロメンと同じ役割を持つが、最初からセンターポジションに置けない。
サポートカード
対戦を補助するカード。スタッフ、アイテム、イベント、ツール、マスコット、ファンの6種類が存在する。スタッフ、アイテム、イベントの3種類は、使用した際に表記されている能力を発揮した後、アーカイブに送られる。ツール、マスコット、ファンの3種類は、ホロメン1体に対して各種それぞれ1枚までしか付けられないが、ファンはホロメン1体に対して何枚でも付けられる。
「LIMITED」を持つものは、1ターンにつき1枚までしか使用できない。カードの名称は異なっても、同じターンには使用できない。
エールカード
場のホロメンに付けて使用するカード。原則として自分の番に1回、エールデッキから1枚つけられる。アーツやバトンタッチを使うために必要となる。

## カードセット

### ブースターパック
| 番号 | 名称                     | 発売日         | パッケージイラスト               |
| ---- | ------------------------ | -------------- | -------------------------------- |
| 01   | ブルーミングレディアンス | 2024年9月20日  | 星街すいせい                     |
| 02   | クインテットスペクトラム | 2024年12月20日 | 白上フブキ                       |
| 03   | エリートスパーク         | 2025年3月21日  | さくらみこ                       |
| 04   | キュリアスユニバース     | 2025年6月20日  | ラプラス・ダークネス、博衣こより |

### スタートデッキ
パッケージイラストは、スタートデッキの名称となっているホロメンである。
| 番号 | 名称            | 発売日         |
| ---- | --------------- | -------------- |
| 01   | ときのそら&AZKi | 2024年9月20日  |
| 02   | 赤 百鬼あやめ   | 2024年12月20日 |
| 03   | 青 猫又おかゆ   | 2024年12月20日 |
| 04   | 紫 癒月ちょこ   | 2024年12月20日 |
| 05   | 白 轟はじめ     | 2025年2月28日  |
| 06   | 緑 風真いろは   | 2025年2月28日  |
| 07   | 黄 不知火フレア | 2025年2月28日  |

## 受賞歴
- Media Create TCG Award 2025 - 部門「Media Create New TCG Award」[10]